# Siniša Ergotić
Siniša Ergotić (Osijek, 14. rujna 1968.), hrvatski atletičar. Hrvatski je rekorder u skoku u dalj na otvorenom i u dvorani te je prvi hrvatski atletičar koji je preskočio 8m (1990.).
Natjecao se na Olimpijskim igrama 1996. u skoku u dalj, a nastupio je u prednatjecanju. Na OI 2000. nastupio je u dvije discipline. U skoku u dalj osvojio je 36. mjesto, a u štafetnoj utrci 4 x 100 m osvaja 29. mjesto. U skoku u dalj natjecao se i na OI 2004. kada je osvojio 26. mjesto.
Godine 2002. je na europskom prvenstvu u skoku u dalj osvojio srebro. U istoj je disciplini na Mediteranskim igrama 2001. osvojio zlatnu medalju.
Bio je član Slavonije iz Osijek i Mladosti iz Zagreba.